# Motonàutica

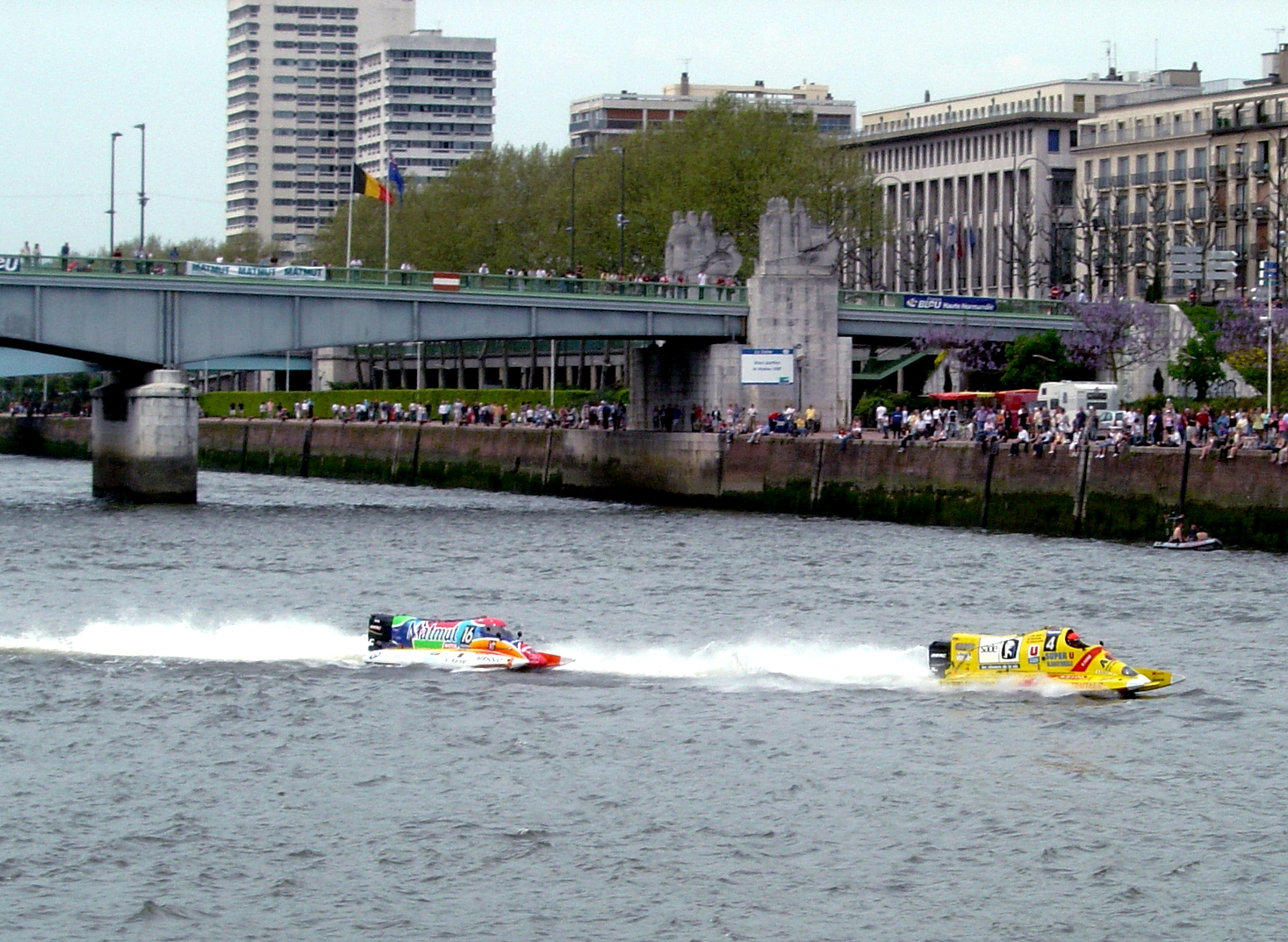
24 horas nàutiques de Ruan.

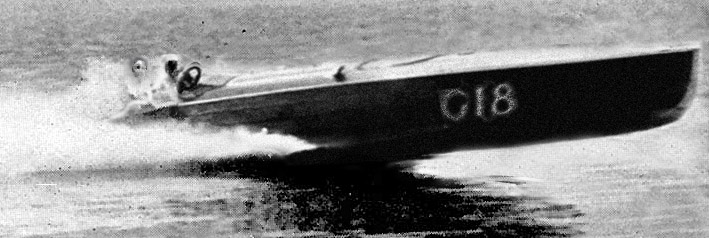
El Hacker-Craft El llangardaix de 1933, potser la llanxa de competició més llorejada de la història de la motonàutica.

La motonàutica és una família d'esports de competició basada en carreres de llanxes motores.
Les principals disciplines de la motonàutica són la velocitat a alta mar, la velocitat a la costa i la resistència. També s'inclouen les carreres de ral·li i les carreres tipus dragster, per distàncies ultracurtes. Les diferents disciplines estan cobertes per diverses federacions internacionals, com ara la Unió Internacional Motonàutica (UIM), reconeguda pel COI, la International Jet Sports Boating Association o l'American Power Boat Association.

## Història
La primera cursa de llanxes de motor es va realitzar a la bassa Asnières-Courbevoie el 1898. La motonàutica va ser un esport de demostració en els Jocs Olímpics de 1900 i es va incloure en el programa olímpic. A Londres es van lliurar 3 títols, dos d'ells a mans de britànics i un a un francès (categoria open).
El 1917 es va desenvolupar el primer motor forabord, el que afavoriria el desenvolupament de la motonàutica.
Gràcies als esforços de l'irlandès John Ward, el 1922 es va crear la Unió Internacional Motonàutica (UIM) a Brussel·les. El 1928 es va establir l'homologació dels rècords de velocitat i el 1938 se celebra el primer campionat del món.

## Competicions

### Velocitat «inshore»

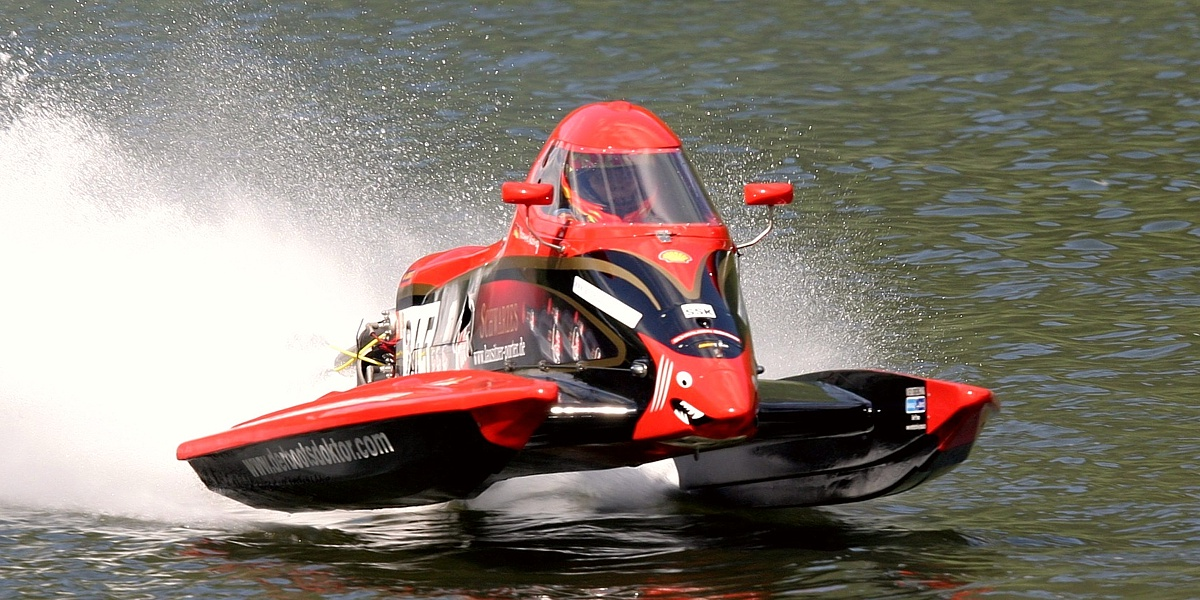
Velocitat costera

La velocitat a la costa es fa en llacs i rius, i inclouen a les carreres de Catamarà F1, les de més alt nivell i equivalents a les curses automobilístiques de Fórmula 1. El campionat del món de F1 motonàutic es va crear el 1981.

### Velocitat «offshore»

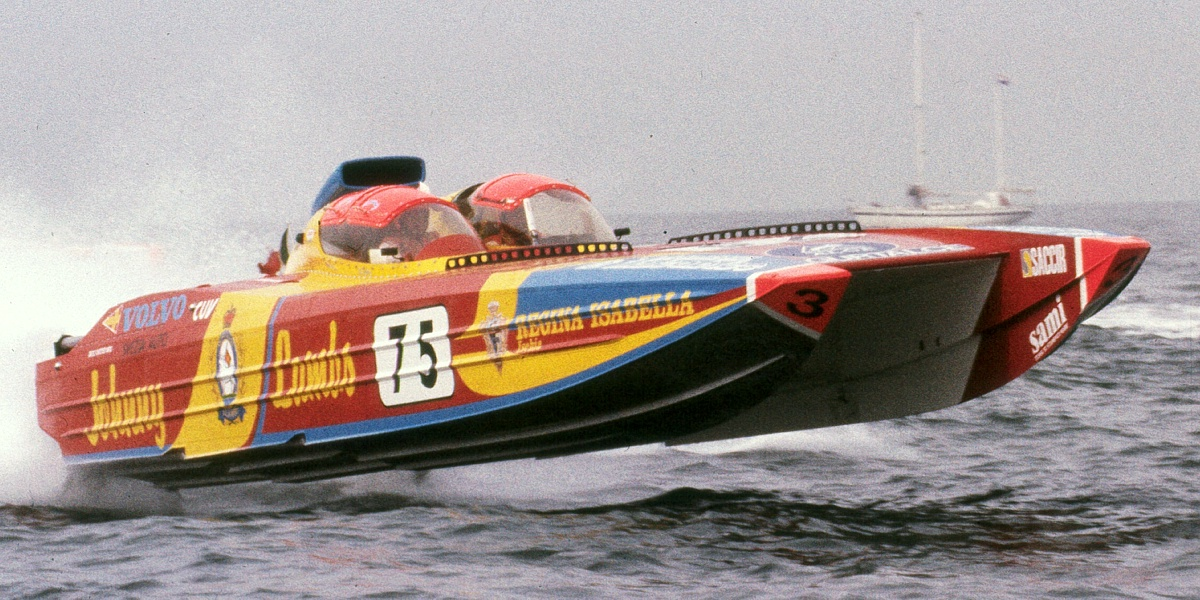
Vitesse offshore

La velocitat a alta mar comprèn als PowerBoat P1, que formen l'elit d'aquesta disciplina. El campionat de 2006 va comptar amb 6 grans premis: Malta, Itàlia, Alemanya, Mediterrani (Itàlia), Gran Bretanya i Portugal.
Carreres d'aquesta disciplinen tenen lloc a tot el món, incloent-hi els Estats Units.

### Resistència
En aquesta disciplina destaquen les 24 hores motonáuticas de Ruan, que se celebren al maig a la localitat francesa de Ruan.

### Ral·li motonàutic
En aquesta disciplina destaca la Cursa dels Gabares, que es disputa amb basses pneumàtiques.

### Carreres de drag boat
Aquestes carreres es disputen en un quart de milla (402 metres) i s'assoleixen velocitats de 400 km/h. La federació que s'encarrega de cobrir aquest tipus de proves és principalment l'americana International Hot Boat Association.